# インターナショナル・フレバー・アンド・フレグランス
インターナショナル・フレーバー・アンド・フレグランス（IFF、International Flavors & Fragrances）はニューヨークに本社を置く大手香料メーカー。食品用香料（フレーバー）と香粧品用香料（フレグランス）の取扱いをしている。世界33カ国に進出している多国籍企業で、2018年にFRUTAROMを買収したことにより市場シェアは1位となった。株価指数のS&P 500に含まれる一社である。

## 歴史
1958年、オランダのPolak & Schwarz社と米国のAmeringen-Haebler社が合併してIFFが設立された。（1961年に現在の社名、International Flavors & Fragrancesに改名。）
Polak & Schwarz社はジュースメーカー（1889年にオランダのズトフェンに設立され1935年にアメリカに移転した）、Ameringen-Haebler社は香料メーカー（1917年にアメリカに移住したA.L. van Ameringenが1929年に設立した）だった。2社が合併したのは市場を世界中に広げるためであった。
1964年、IFFはニューヨーク証券取引所に上場する。1967年にはニュージャージー州デイトンに工場を新設した。
2000年、BBA社（Bush Boake Allen）、LMR社を買収し、この後数年F&F市場の最大手となる。
2014年、創立125周年を迎えた。
2018年、FRUTAROM社を買収。

## 日本法人
日本法人は1963年に創立。東京都品川区に本社を置くアイ・エフ・エフ日本株式会社。
フレーバー事業（飲料用香料、セイボリー用香料、シーズニングパウダー、製菓用香料、乳製品用香料）とフレグランス事業（香水、ヘアケア用香料、トイレタリー用香料、ホームケア用香料、衣料用香料、パーソナルケア用香料、香水用原料）の展開。
本社には営業部、マーケティング部、研究本部等の部門がある。
また、静岡県御殿場市に工場と研究所を構えている。
以前は大阪市天神橋に支社があった。
東京本社：東京都品川区東大井1-21-4 アイ・エフ・エフビル
御殿場工場：静岡県御殿場市板妻35番地
代表取締役：塚越 伸朗